# Шантијак
Шантијак (фр. Chantillac) насеље је и општина у западној Француској у региону Поату-Шарант, у департману Шарант која припада префектури Коњак.
По подацима из 2011. године у општини је живело 296 становника, а густина насељености је износила 16,4 становника/km². Општина се простире на површини од 18,05 km². Налази се на средњој надморској висини од 145 метара (максималној 151 m, а минималној 65 m).

## Демографија
| 1962. | 1968. | 1975. | 1982. | 1990. | 1999. | 2011. |
| ----- | ----- | ----- | ----- | ----- | ----- | ----- |
| 434   | 451   | 410   | 332   | 319   | 277   | 296   |

График промене броја становника у току последњих година